# مذبحة سوفا ريكا
مذبحة سوفا ريكا ((بالألبانية: Masakra e Suharekës)‏ (بالصربية: Masakr u Suvoj Reci)‏) هي مذبحة ارتكبها ضباط في الشرطة الصربية في 26 مارس 1999 في سوفا ريكا بكوسوفو، في حق مدنيين من ألبان كوسوفو، و ذلك إبان فترة قصف الناتو ليوغوسلافيا في 1999. 

## المذبحة
خلفت مذبحة سوفا ريكا مقتل 48 شخصا، من بينهم أربعة عشر طفلا تقل أعمارهم عن 15 عامًا. كان 46 شخصا من ضحايا المذبحة من أفراد عائلة بيريشا، حيث تم استهدافهم لأنهم استأجروا أحد منازلهم لمراقبي منظمة الأمن والتعاون في أوروبا في سوفا ريكا، الذين وفروا إحساسًا بالأمن للألبان المحليين ولكنهم انسحبوا من المنطقة عندما بدأ قصف الناتو. نجت امرأة وطفلين من المجزرة. تم حبس الضحايا داخل مطعم بيتزا ثم تم إلقاء قنبلتين يدويتين عليهم. قبل إخراج الجثث من المطعم، يُزعم أن الشرطة أطلقت النار على أي شخص لا يزال على قيد الحياة. ونُقلت جثث الضحايا فيما بعد إلى صربيا ودُفنت في مقابر جماعية بالقرب من مركز للشرطة في باتاجنيكا بالقرب من بلغراد.

## ما بعد المذبحة

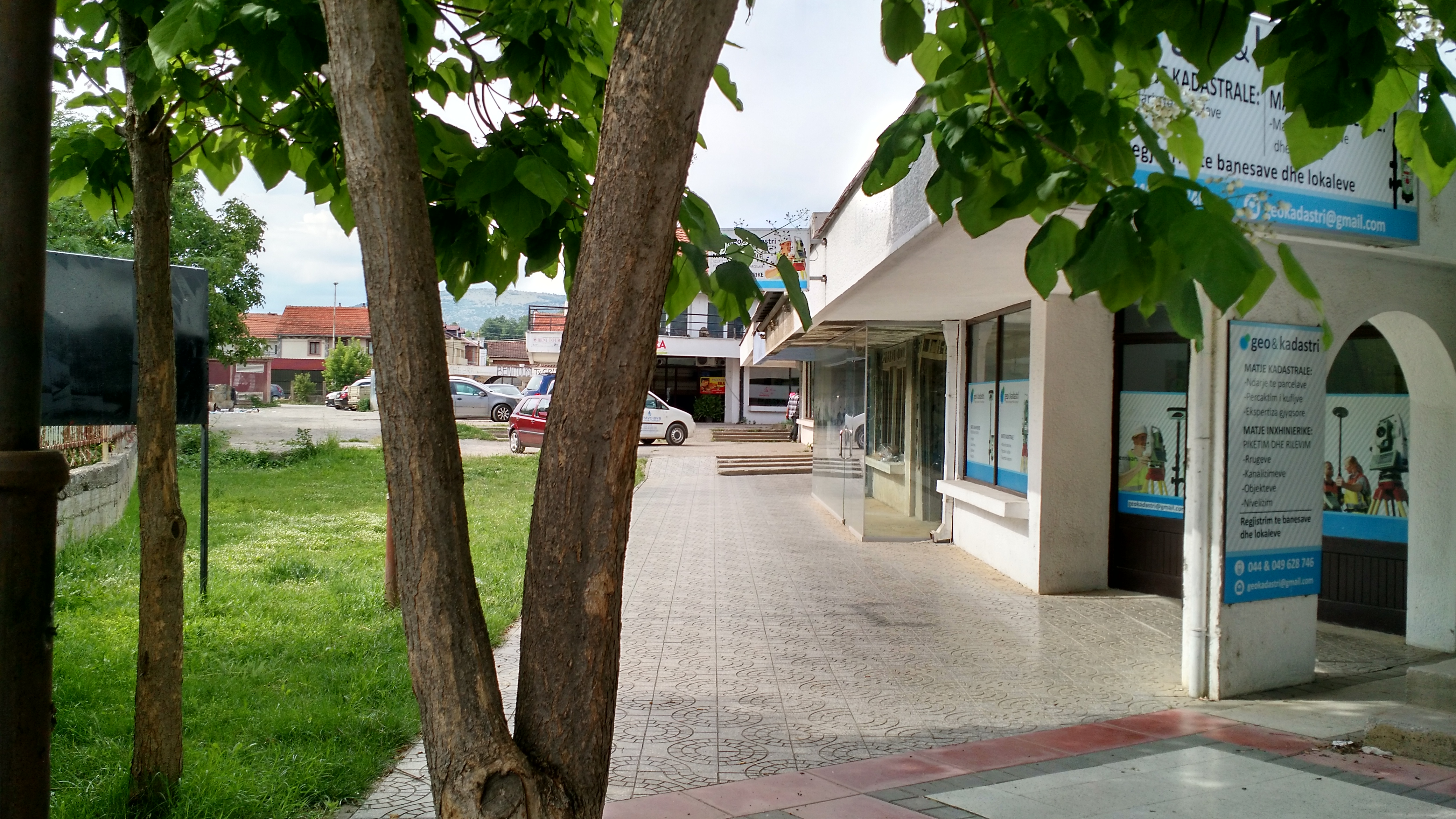
من أمام موقع المجزرة، يونيو 2017

بدأ التحقيق في مذبحة سوفا ريكا بعد ثلاث سنوات من اكتشاف المقابر الجماعية في صربيا. تم استجواب أكثر من 100 شاهد خلال المحاكمة، بما في ذلك شوريتا بيريشا، التي نجت من المذبحة بالقفز من الشاحنة التي كانت تنقل الجثث. اتهم المدعي العام في محكمة جرائم الحرب الصربية ثمانية من رجال الشرطة بتهمة ارتكاب مذبحة، بما في ذلك أعضاء من الوحدة 37 من فرقة الشرطة للعمليات الخاصة التابعة لوزارة الداخلية الصربية. الشهود الرئيسيون في القضية كانوا أفراد شرطة سابقين لديهم القدرة على وصف تفصيلي لمقتل المدنيين الألبان وإخراج جثثهم من سوفا ريكا.
بعد محاكمة دامت ثلاث سنوات، وجدت محكمة جرائم الحرب أن أربعة من رجال الشرطة السابقين مذنبون بالمذبحة وحكمت على اثنين منهم بالسجن 20 سنة، وواحد سالسجن 15 سنة و13 سنة للمُتهم الرابع. ومع ذلك، صرح المدعون العامون في محكمة جرائم الحرب الصربية أنهم سيستأنفون الأحكام، خاصة لأن المتهم الرئيسي - قائد الوحدة التي نفذت المذبحة - تمت تبرئته. سوفا ريكا هي أول قضية جرائم حرب في صربيا تتعلق بالمقابر الجماعية التي اكتشفت بعد الإطاحة بزعامة سلوبودان ميلوسيفيتش.